# Kari Mette Johansen
Kari Mette Johansen (født 11. januar 1979 i Fredrikstad) er en tidligere norsk håndboldspiller. Hun spillede venstrefløj for Larvik HK fra 1998 til 2014, hvor hun kom fra Lisleby HK i 1998/99 og har også tidligere spillet for Skjeberg HK. Hun begyndte at spille håndbold som femårig, efter at have været med søsteren Kristina til træning. Hun debuterede for den norske landshold den 26. marts 2004 og har senere haft fast plads på holdet. Hun var med til EM 2004, VM 2005 og EM 2006, VM 2007, OL 2008, EM 2008 og VM 2009.

## Meritter på landsholdet
- OL 2012 –  Guld
- VM 2011 –  Guld
- EM 2010 –  Guld
- VM 2009 –  Bronze
- EM 2008 –  Guld
- OL 2008 –  Guld
- VM 2007 –  Sølv
- EM 2006 –  Guld, All Star Team
- VM 2005 – 9.-plads
- EM 2004 –  Guld